# Herrenhaus Klein Gandern
Das Herrenhaus Reichenwalde ist ein ruinöses Herrenhaus in Gądków Mały in der polnischen Neumark im ehemaligen Landkreis Weststernberg.

## Geschichte
Das Rittergut gehörte bis zum Verkauf an den Johanniterorden 1350 den von Klepzig. Zwischen dem 16. bis 18. Jahrhundert waren die von Lossow und die von Ilow Lehensnehmer. Ende des 19. Jahrhunderts kamen die von Oppen, eine norddeutsche Uradelsfamilie, in den Besitz des Guts. Das Herrenhaus Klein Gandern war möglicherweise lediglich Verwaltersitz des Gutes Groß Gandern, nicht Sitz des Gutsherren. Im Jahr 1830 wurde Heinrich Rittwegen Eigentümer.

## Bauwerk
Das Herrenhaus vom Ende des 18. Jahrhunderts ist einstöckig und siebenachsig. Der Bau trägt ein mächtiges Mansardwalmdach, auf dessen Längsseiten sich vier und auf den Schmalseiten zwei Giebelgauben befinden. Der Bau hat straßen- und gartenseitig schwach ausgeprägte Mittelrisalite, die in Zwerchhäusern enden. Der straßenseitige Zugang führt über eine geschwungene Freitreppe.